# Fertilia (comune)
Fertilia fu un comune italiano creato dalla fusione dei comuni di Casaluce e di Teverola. Dal 23 aprile 1929, data della sua costituzione, al 1 settembre 1945 fu parte della provincia di Napoli, per poi passare, alla sua soppressione nel 21 dicembre 1946, a quella di Caserta.
Al suo posto furono ricostituiti i due comuni preesistenti.